# Exilisciurus whiteheadi
Exilisciurus whiteheadi — вид гризунів родини Sciuridae. Вона є ендеміком високогірних лісів на Борнео (Індонезія, Малайзія), де її можна знайти, коли вона шукає їжу на стовбурах дерев. Вона всеїдна, її раціон складається з комах, переважно мурах, лусочок кори дерев, мохів, а також фруктів і овочів.

## Характеристики
E. whiteheadi досягає довжини голови та тіла приблизно 8,4–8,8 сантиметра та важить приблизно 22–24 грами, що робить її одним із найменших видів вивірок у світі. Хвіст виростає до 6,3–6,9 сантиметра завдовжки, що робить його коротшим за решту тіла. Зверху тварини темно-коричневі, а знизу — блідіше-коричневі. У вухах є пучки довгого білого волосся.